# تثبيت الشريان الأبهر
تثبيت الشريان الأبهر (بالإنجليزية: Aortopexy)‏ هو إجراء جراحي يجرى على قوس الأبهر من أجل تثبيت عظم القص. والنتيجة تكون على قصبة هوائية lumen being pulled open. It is used to treat severe tracheomalacia or tracheal compression.